# Козлов, Валентин Фёдорович (инженер)
Валентин Фёдорович Козлов (8 марта 1937 — 30 августа 1998, Москва) — советский инженер-конструктор, лауреат Ленинской премии, преподаватель, педагог.

## Биография
Окончил Ленинградский военно-механический институт (1939).
В 1939—1942 и с 1943 года работал на Ленинградском металлическом заводе и в НИИ: занимал должности инженера-конструктора, старшего инженера, начальника подотдела и отдела, зам. начальника специального конструкторского бюро.
Лауреат Ленинской премии 1960 года за участие в создании водо-водяных ядерных реакторов ВВР-2, ВВР-С и ИРТ.
В 1970—1980-е годы на преподавательской работе в Москве, доцент, читал в Московском лесотехническом институте (МЛТИ) курс «Механизмы приборов и вычислительных  систем».